# Герб Амареша
Ге́рб Ама́реша — офіційний символ містечка Амареш, Португалія. Використовується як територіальний герб. У срібному щиті зелене помаранчеве дерево із золотими плодами. Обабіч нього два золоті качани кукурудзи із зеленим листям. У голові щита два пурпурні виноградні грона із листками зеленого кольору. Щит увінчує срібна мурована містечкова корона з чотирма вежами.  Під щитом біла стрічка, на якій великими літерами напис португальською: «vila de Amares» (містечко Амареш).  Офіційно затверджений 17 серпня 1951 року.  

## Галерея

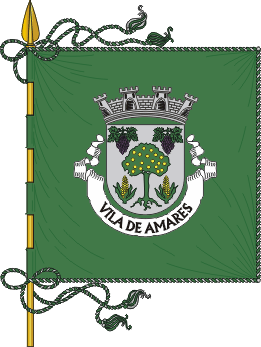
Прапор
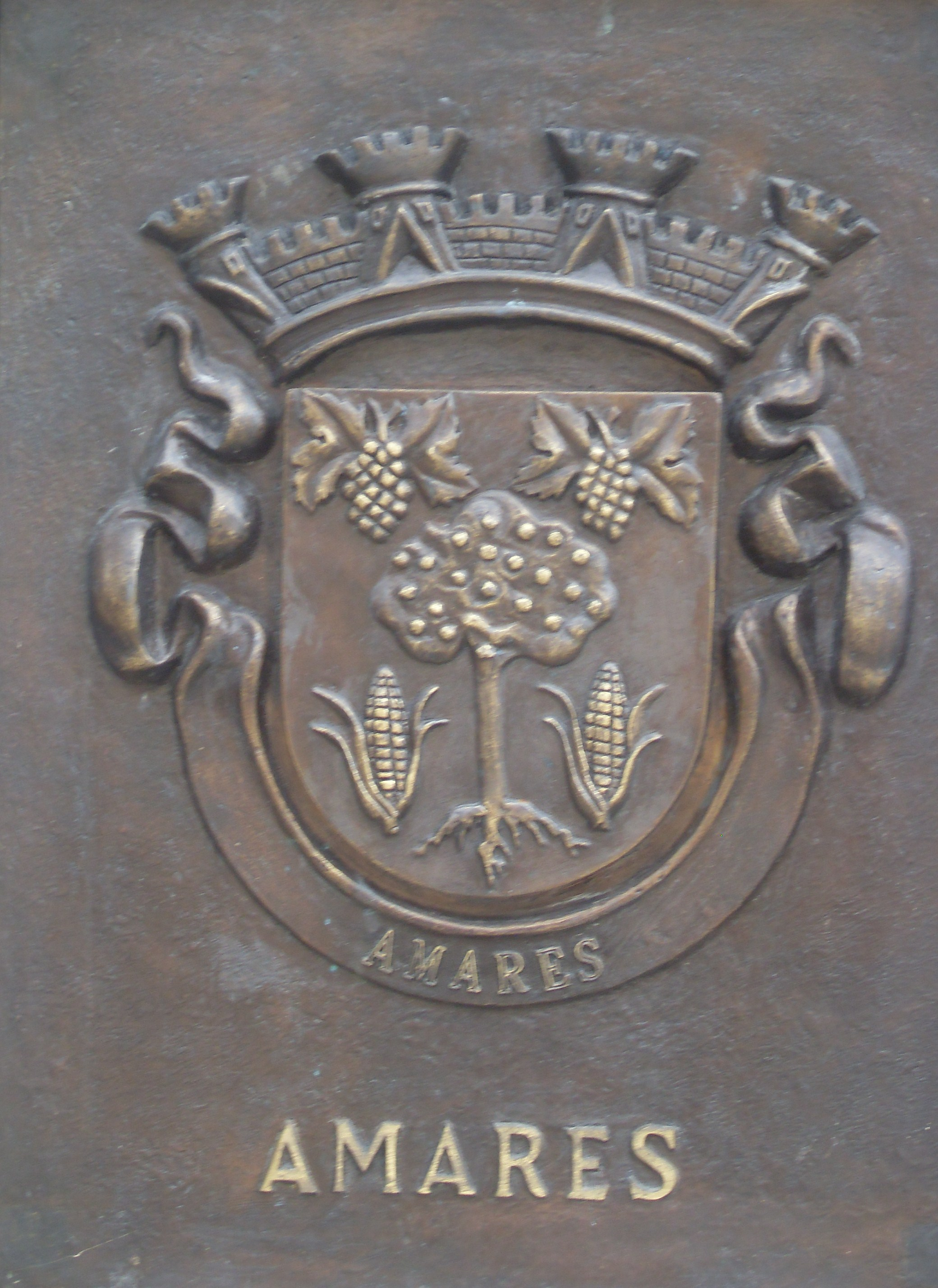
Герб (2001)